# Riesenflugzeug
Ризенфлюгцойг (нем. Riesenflugzeug, «гигантский самолёт»; в английских источниках также R-plane) — название класса немецких тяжёлых бомбардировщиков периода Первой мировой войны. От сходных летательных аппаратов Grossflugzeug (например,  Gotha G.V) отличался большей бомбовой нагрузкой и радиусом действия.

## История
После появления в германских ВВС новых типов самолётов, качественно отличавшихся от предыдущих моделей, Инспекторат военно-воздушных сил (Idflieg, Inspektion der Fliegertruppen), распорядился использовать для обозначения подобных типов литерный индекс «R», за которым следовали точка и римская цифра. Гидросамолеты обозначались добавлением строчной буквы «s».
Хотя у новых аэропланов имелось значительное сходство с бомбардировщиками G-класса (некоторые «гиганты» даже были первоначально отнесены к этому классу, а затем переклассифицированы), главным их различием было требование иметь возможность проводить обслуживание двигателей во время полёта. К решению этой задачи имелись различные подходы и получившиеся в результате конструкции можно было условно разделить на две группы: первая — с установленными в центре фюзеляжа двигателями, передававшими мощность на установленные между крыльями воздушные винты посредством различного рода приводов, и вторая — с обычным расположением силовых установок (в больших мотогондолах или в носовой части самолета), и размещением бортинженеров близ каждой группы двигателей. Реализация первого варианта на практике оказалась непростой, поэтому большинство эксплуатировавшихся самолётов этого класса относятся ко второму типу. Усложнял ситуацию и тот факт, что установленные на одном самолёте моторы (чаще всего 4 или более) могли различаться маркой, моделью и мощностью.
Немецкие самолёты-гиганты были самыми большими из использовавшихся образцов авиации Первой мировой. Для сравнения, в ВВС стран Антанты наибольшими были С-22 «Илья Муромец» (размах крыльев 29,8 метров), Caproni Ca.4 (29,9 м.), единственный построенный Felixstowe Fury (37,5 м.) и Handley Page V/1500 (38,41 м.), из которых только три успели принять участие в войне. В свою очередь, самолёты R-класса, участвовавшие в налётах на Лондон, были крупнее любого немецкого бомбардировщика времён Второй мировой войны, а у самого крупного из них, Siemens-Schuckert R.VIII (1918 года выпуска) размах крыльев составлял 48 метров. Это достижение было перекрыто лишь 16 лет спустя, с появлением советского цельнометаллического восьмимоторного моноплана АНТ-20 «Максим Горький»  (размах 63 метра).
В течение военных лет немецкими тяжёлыми бомбардировщиками было выполнено 146 документально подтверждённых вылетов против целей в Бельгии, Франции, Великобритании и России, использованная в этих вылетах бомбовая нагрузка составила 128 842 кг Против Британии эскадра Rfa 501 провела 11 рейдов, было сброшено 27 190 кг бомб (93,4% от запланированного), потеряны 2 самолета. В один из вылетов самолёт R.39 (Staaken R.VI) одновременно сбросил 3 бомбы массой в 1 тонну каждая. Наибольших разрушений удалось добиться ночью 29 января 1918 года, когда во время бомбёжки Лондона 38 человек были убиты и 90 ранены, а попаданием одной из бомб было полностью разрушила целое здание.
«Гиганты» находились в эксплуатации с 1915 по 1919 год. Пережившие войну затем использовались в качестве гражданских авиалайнеров; несколько самолётов были зафрахтованы правительством УНР и участвовали в перелётах в Германию и обратно над враждебными территориями Польши и Румынии.

## Список самолётов R-класса
| Модель самолёта              | Количество и тип двигателей                                   | Размах крыльев, м. | Первый полёт | Применение                                      | Примечания                                                      | Построено (шт.)     |
| ---------------------------- | ------------------------------------------------------------- | ------------------ | ------------ | ----------------------------------------------- | --------------------------------------------------------------- | ------------------- |
| AEG R.I                      | 4 × 260 л. с. Mercedes D.IV                                   | 36                 | 1916         | Не применялся                                   | Авария (1918)                                                   | Достроен 1 из 8     |
| DFW R.I                      | 4 × 220 л. с. Mercedes D.IV                                   | 29,5               | 1916         | Восточный фронт                                 | разбился во втором боевом вылете                                | 1                   |
| DFW R.II                     | 4 × 260 л. с. Mercedes D.IVa                                  | 30,06              | 1918         | Признан небоеспособным; учебный                 |                                                                 | 2 из 6 заказанных   |
| DFW R.III                    | 8 × 260 л. с. Mercedes D.IV                                   | 53,5               | нд           | Нет                                             | До конца войны недостроен, заказ отменён                        | Нет                 |
| Junkers R.I                  | 4 × 260 л. с. Mercedes D.IVa                                  | 35,0               | нд           | Нет                                             |                                                                 | 1 недостроен        |
| LFG Roland R.I               | 4 × 1000 л. с., тип неизвестен                                | нд                 | нд           | Нет                                             |                                                                 | Не строился         |
| Linke-Hofmann R.I            | 4 × 260 л. с. Mercedes D.IVa                                  | 33,2               | 1917         | Нет                                             | У первого размах крыльев 32.02 м.                               | 4                   |
| Linke-Hofmann R.II           | 4 × 260 л. с. Mercedes D.IVa                                  | 42,16              | 1919         | Нет                                             | Самые большие пропеллеры из выпускавшихся, диаметр около 6,9 м. | 2                   |
| Poll/Forssman Giant          | 10 × (тип неизвестен)                                         | 50,3               | нд           | Нет                                             | Недостроен, заказ отменён                                       | Нет                 |
| Schütte-Lanz R.I             | 6 × 300 л. с. Basse und Selve BuS.IVa                         | 44,0               | нд           | Нет                                             |                                                                 | только проект       |
| Siemens-Schuckert Forssman R | 2 × 110 л. с. Mercedes D.III и 2 × 220 л. с. Mercedes D.IVa   | 24,0               | 1915         | Учебный                                         |                                                                 | 1                   |
| Siemens-Schuckert R.I        | 3 × 150 л. с. Benz Bz.III                                     | 28,0               | 1915         | Восточный фронт затем учебный                   | [ 5 ]                                                           | 1                   |
| Siemens-Schuckert R.II       | 3 × 260 л. с. Mercedes D.IVa                                  | 38,0               | 1915         | Учебный                                         | Увеличен размах крыльев                                         | 1                   |
| Siemens-Schuckert R.III      | 3 × 220 л. с. Benz Bz.IV                                      | 34,33              | 1915         | Учебный                                         | [ 5 ]                                                           | 1                   |
| Siemens-Schuckert R.IV       | 3 × 220 л. с. Benz Bz.IV                                      | 37,6               | 1916         | Учебный                                         | Увеличен размах крыльев                                         | 1                   |
| Siemens-Schuckert R.V        | 3 × 220 л. с. Benz Bz.IV                                      | 34,33              | 1            |                                                 |                                                                 |                     |
| Siemens-Schuckert R.VI       | 3 × 220 л. с. Benz Bz.IV                                      | 33,36              | 1916         | Восточный фронт                                 | Увеличен размах крыльев                                         | 1                   |
| Siemens-Schuckert R.VII      | 3 × 260 л. с. Mercedes D.IVa                                  | 38,44              | 1917         | Восточный фронт                                 | [ 5 ]                                                           | 1                   |
| Siemens-Schuckert R.VIII     | 6 × 300 л. с. Basse und Selve BuS.IVa                         | 48,0               | нд           | Нет                                             |                                                                 | 2 (один незавершён) |
| Siemens-Schuckert R.IX       | 8 × 300 л. с. Basse und Selve BuS.IVa                         | нд                 | нд           | Нет                                             |                                                                 | только проект       |
| Zeppelin-Lindau Rs.I         | 3 × 240л. с. Maybach Mb.IV                                    | 43,5               | нд           | Нет                                             | Не летал, разрушен штормом в 1915                               | 1                   |
| Zeppelin-Lindau Rs.II        | 3 × 240 л. с. Maybach Mb.IV                                   | 33,2               | 1916         | Нет                                             | [ комм. 2 ]                                                     | 1                   |
| Zeppelin-Lindau Rs.III       | 3 × 245 л. с. Maybach Mb.IVa                                  | 37                 | 1917         | Только испытания                                | [ комм. 2 ]                                                     | 1                   |
| Zeppelin-Lindau Rs.IV        | 4 × 245 л. с. Maybach Mb.IVa                                  | 37                 | 1918         | Нет                                             | [ комм. 2 ]                                                     |                     |
| Zeppelin-Staaken VGO.I       | 3 × 240 л. с. Maybach HS или 5 × 245 л. с. Maybach Mb.IVa     | 42,2               | 1915         | Кайзерлихмарине                                 | [ комм. 4 ]                                                     |                     |
| Zeppelin-Staaken VGO.II      | 3 × 240 л. с. Maybach HS                                      | 42,2               | 1916         | Восточный фронт затем учебный                   | [ комм. 4 ] [ 5 ]                                               |                     |
| Zeppelin-Staaken VGO.III     | 6 × 160 л. с. Mercedes D.III                                  | 42,2               | 1916         | Восточный фронт                                 | [ комм. 4 ] [ 5 ]                                               |                     |
| Zeppelin-Staaken R.IV        | 2 × 160 л. с. Mercedes D.III и 4 × 220 л. с. Benz Bz.IV       | 42,2 м.            | 1917?        | Восточный (Rfa 500) и Западный (Rfa 501) фронты | Построен 1, после войны пассажирский                            |                     |
| Zeppelin-Staaken R.V         | 5 × 245 л. с. Maybach Mb.IVa                                  | 42,2m              | 1917?        | Западный фронт (Rfa 501)                        | Построен 1                                                      |                     |
| Zeppelin-Staaken R.VI        | 4 × 260 л. с. Mercedes D.IVa                                  | 42,2               | 1917?        | Западный фронт                                  | Построено 18                                                    |                     |
| Zeppelin-Staaken R.VII       | 2 × 160 л. с. Mercedes D.III и 4 × 220 л. с. Benz Bz.IV       | 42,2               | 1917         | Нет                                             | Разбился по пути на фронт                                       |                     |
| Zeppelin-Staaken R.VIII      | 8 × 260 л. с. Mercedes D.IVa или 8 × 245 л. с. Maybach Mb.IVa | 55                 | 1918         | Нет                                             | Недостроен                                                      |                     |
| Zeppelin-Staaken R.IX        | 8 × 260 л. с. Mercedes D.IVa или 8 × 245 л. с. Maybach Mb.IVa | 55                 | 1918         | Нет                                             | Недостроен                                                      |                     |
| Zeppelin-Staaken R.XIV       | 5 × 245 л. с. Maybach Mb.IVa                                  | 42,2               | 1918         | Западный фронт                                  | Построено 3                                                     |                     |
| Zeppelin-Staaken R.XIVa      | 5 × 245 л. с. Maybach Mb.IVa                                  | 42,2               | ?            | Применялись после войны                         | Построено 3 из 7                                                |                     |
| Zeppelin-Staaken R.XV        | 5 × 245 л. с. Maybach Mb.IVa                                  | 42,2               | 1918         | Западный фронт                                  | Построено 3                                                     |                     |
| Zeppelin-Staaken R.XVI       | 2 × 530 л. с. Benz Bz.VI и 2 × 220 л. с. Benz Bz.IV           | 42,2               | 1918         | Авиалайнер                                      | Построено 2 из 3                                                |                     |
| Zeppelin-Staaken L           | 4 × 245 л. с. Maybach Mb.IVa                                  | 42,2               | ?            | Нет                                             | Поплавковый. Разбился при испытаниях.                           | 1                   |
| Zeppelin-Staaken Type 8301   | 4 × 245 л. с. Maybach Mb.IVa                                  | 42,2               | ?            | Поплавковый                                     | 3 построены для Кайзерлихмарине                                 | 3                   |

### Комментарии
1. ↑  Первый успешный большой самолёт, повлиявший на создание немецких бомбардировщиков G- и R-классов.
2. 1 2 3 4  Летающая лодка, разработанная Клаудиусом Дорнье в период работы на компанию Zeppelin.
3. 1 2 3 4 5 6 7 8 9 10 11 12 13  Такая же конструкция крыла у почти всех 42,2-метровых самолётах Zeppelin серии R.
4. 1 2 3  Строился подразделением Versuchsbau Gotha Ost[нем.] по проекту Ф. Цеппелина.
5. ↑  Один построен во время войны, но в боевых действиях не участвовал, один недостроен, ещё один достроен как пассажирский.
6. ↑  Построен для Кайзерлихмарине